# بارفين أردلان
بارفين اردالان (ولدت عام 1967، في مدينة طهران) هي كاتبة وصحفية وناشطة إيرانية بارزة في مجال حقوق المرأة. حصلت على جائزة أولوف بالمه  عام 2007 لكفاحها من أجل المساواة في الحقوق بين الرجل والمرأة في إيران.

## المشوار المهني
في التسعينيات، أسست بارفين -  بالاشتراك مع الناشطة الإيرانية في مجال حقوق المرأة  نوشين أحمدي خراساني - المركز الثقافي للمرأة (مرکزه فرهنگی-ی زن)، والذي أصبح منذ ذلك الحين مركزا لتحليل وتوثيق وتكوين الآراء حول قضايا المرأة في إيران.
أصدرت المؤسسة أول صحيفة إيرانية على الإنترنت عن حقوق المرأة منذ عام 2005 وهي صحيفة " زانيستان " الإلكترونية. عملت بارفين كرئيس تحرير لهذه الصحيفة.
تعود الصحيفة باسم جديد دائما في كفاحها الدائم والمستمر ضد الرقابة. تناولت الصحيفة موضوعات عديدة مثل الزواج  و الدعارة  و التعليم  و الإيدز والعنف ضد المرأة.

### حملة المليون توقيع
كانت بارفين أحد الأعضاء المؤسسين لحملة المليون توقيع ؛ لمحاولة جمع مليون توقيع من أجل المساواة في حقوق المرأة. قامت بارفين بالمشاركة في احتجاجات بصفتها عضو في الحملة، لكن كان يتم إسكات وقمع هذه الاحتجاجات باستخدام العنف.
في عام 2007، حُكِم على كل من بارفين ونوشين أحمدي بالسجن لمدة ثلاث سنوات بتهمة «تهديد الأمن القومي» بكفاحهما من أجل حقوق المرأة. حُكِم لاحقا على أربع ناشطات أخريات في مجال حقوق المرأة بنفس تلك العقوبة.

### المواطنة
في عام 2012، قرر مجلس الهجرة السويدي منح بارفين الإقامة الدائمة في السويد. كانت بارفين قد انتقلت إلى السويد قبل بذلك بثلاثة أعوام.

## الجوائز
- جائزة أولوف بالمه عام 2007.[2]

## وصلات خارجية
- Olof Palme Prize speech video on youtube.com
- Against gender apartheid, interview of Parvin Ardalan by Haideh Daragahi